# 東平尾公園
東平尾公園（ひがしひらおこうえん）は、福岡県福岡市博多区にある総合運動公園および地名。公園施設は福岡市が所有し、福岡市森と緑のまちづくり協会が指定管理者として運営管理を行っている。

## 概要
米軍板付基地だった敷地の一部を再整備した総合運動公園である。
計画の発端は、福岡市が1978年アジア競技大会の誘致を進めていたことによる。1972年に板付基地が米軍から返還され、国有財産審議会において丘陵部分の福岡市への貸与が決まったが、一方でアジア大会はシンガポールで開催されることが決まった ため計画を変更し、既存の樹木をできるだけ残しつつ市民向けの運動施設を整備する方針が決まった。
その後、1990年の第45回国民体育大会（とびうめ国体）の会場となることが決まる。同時に愛称を公募し博多の森（はかたのもり）に決まった。
1995年にはユニバーシアード福岡大会の開催に合わせて「球技場」は新規に「テニス競技場」は増設しオープンさせている。

## 施設
- 博多の森球技場（ベスト電器スタジアム）
  - Jリーグ・アビスパ福岡、リーグワン・九州電力キューデンヴォルテクスの本拠地となっている。
- 博多の森陸上競技場
  - 収容人員 30000人（バックスタンドの一部は二層式）
  - 博多の森球技場がオープンする前年の1994年まではサッカー（日本代表、天皇杯サッカー、Jリーグ、JFL）の試合にはここも使用していた（1995年のJFL前期の福岡ブルックス〈現アビスパ〉主催試合は平和台陸上競技場で開いた）。現在でも、芝の養成などで球技場が使用できないときにサッカー会場として陸上競技場を使用することもある。
- 博多の森補助競技場
- アクシオン福岡
  - 体育館「福岡県立スポーツ科学情報センター」と室内プール「福岡県立総合プール」の総称。
  - 体育館のメインアリーナは観客席2,000席（うち固定席1,160席）を備える。B3.LEAGUE（バスケットボール）・ライジングゼファーフクオカのホームコートの1つであり、2007年10月30日には2007-2008シーズンの開幕戦（福岡vs大阪）が行われた。
  - プールは50m・25mと飛び込み用プールを備える。50mプールは冬季はスケートリンクとして開放されている。2001年世界水泳選手権において水球競技が行われたが、アクシオン福岡ではなくテニスコートに特設プールを造営して開催していた。
- 博多の森テニス競技場
- 博多の森弓道場
- 軟式野球場
- 投てき練習場
- フィールドアスレチック

## 地名としての東平尾公園
また、東平尾公園は福岡市博多区にある地名でもある。全域で住居表示を実施しており、東平尾公園一丁目と東平尾公園二丁目から構成されている。郵便番号は812-0852。

## 交通
- 福岡空港、福岡市地下鉄空港線福岡空港駅、JR博多駅から西鉄バス「東平尾公園入口」バス停下車徒歩10分
- 福岡高速環状線月隈出入口から4km。